# Heilongjiang Ice City FC
El Heilongjiang Lava Spring (en chino simplificado, 黑龙江火山鸣泉足球俱乐部) es un equipo de fútbol de China que juega en la Primera Liga China, la segunda división de fútbol en el país.

## Historia
Fue fundado el 25 de agosto de 2014 en la provincia de Anhui por orden de la oficina de deportes de la provincia con el nombre Anhui Litian y fue registrado ante la Asociación de Fútbol de China el 3 de septiembre del mismo año.
En el año 2014 el club debuta en el sistema de ligas de China dentro del campeonato aficionado regional en donde terminó en noveno lugar. Al año siguiente obtuvieron la categoría profesional y se unieron a la tercera división.
A inicios de 2016 la empresa Heilongjiang Volcanic Springs Green Natural Mineral Water Co., Ltd. tomó el control del equipo y decide mudar al equipo a la ciudad de Herbin en la provincia de Heilongjiang; para el 8 de enero de ese año cambia el nombre por el que tiene actualmente, y en el año 2017 logra el ascenso a la Primera Liga China por primera vez en su historia.

## Palmarés
- Segunda Liga China: 1

2017

## Jugadores

### Plantilla actual

#### Altas y bajas 2019–20 (verano)
| Altas   | Altas    | Altas       | Altas | Altas |
| Jugador | Posición | Procedencia | Tipo  | Costo |
| ------- | -------- | ----------- | ----- | ----- |

| Bajas   | Bajas    | Bajas   | Bajas | Bajas |
| Jugador | Posición | Destino | Tipo  | Costo |
| ------- | -------- | ------- | ----- | ----- |